# William O'Brien, II conte di Inchiquin
Il colonnello William O'Brien, II conte di Inchiquin (Doneraile, 1640 – Spanish Town, 16 gennaio 1692) è stato un nobile e ufficiale irlandese.

## Biografia
Era il figlio di Murrough O'Brien, I conte di Inchiquin, e di sua moglie, Elizabeth St Leger, figlia del Lord President of Munster Sir William St Leger. Suo padre era un nobile e ufficiale dell'esercito reale irlandese. Crebbe a Londra, a casa di Sir Philip Perceval, un amico di suo padre, dove strinse un'amicizia con il figlio maggiore di Perceval, John.
Nel 1648, fu brevemente imprigionato dal governo parlamentare nella Torre di Londra dopo che suo padre si era schierato dalla parte realista e aveva preso i figli di Lord Broghill come ostaggi durante la seconda guerra civile inglese. Quattro anni dopo, nel 1652, fece una visita in Irlanda e incontrò il Lord Deputy Henry Cromwell, il quale notò di aver effettuato il viaggio senza la previa autorizzazione del governo parlamentare in Inghilterra.

## Carriera
Dopo che il conflitto terminò con una sconfitta realista, Inchiquin si arruolò insieme a suo padre nell'esercito francese nel 1659. Il 20 febbraio 1660, i due furono catturati dai corsari ottomani mentre erano a bordo di una flotta della marina francese diretta in Portogallo. Mentre suo padre fu presto liberato dopo che la madre e il Consiglio privato intervennero, Inchiquin fu tenuto in ostaggio per un anno prima di essere liberato e tornare in Inghilterra dopo che Carlo II pagò il suo riscatto.

### Tangeri e Irlanda
Nel 1671 fu nominato membro dell'Irish Privy Council. Tre anni dopo, fu scelto per servire come governatore di Tangeri e fu anche nominato colonnello nel reggimento di Tangeri dell'esercito inglese. Mentre era governatore, mostrò scarse capacità militari; nel 1675, inviò una grande forza dalla guarnigione di Tangeri per lanciare un'incursione di bestiame contro i Mori, portando gli inglesi a subire 150 morti.
O'Brien fu richiamato in Inghilterra e sostituito come governatore da Sir Palmes Fairborne nel 1680 dopo aver fallito nell'impedire che le fortificazioni esterne di Tangeri venissero conquistate dalle forze locali ostili. Dopo essere tornato in Inghilterra, O'Brien regalò a Carlo II una coppia di struzzi nordafricani per placarlo.
Dopo l'ascesa al trono di Giacomo II nel 1685, Inchiquin fu rimosso dalla sua posizione nell'Irish Privy Council. Durante la Gloriosa Rivoluzione del 1688, sostenne Guglielmo III. Nei primi mesi del 1689, combatté a Munster al fianco della famiglia protestante Boyle (a cui era imparentato) contro i soldati giacobiti irlandesi comandati da Richard Talbot, I conte di Tyrconnell durante la Guerra guglielmita.
Tuttavia, le truppe guglielmite di Inchiquin furono presto sconfitte dal generale giacobita Justin McCarthy, visconte Mountcashel.
Subito dopo il suo arrivo in Inghilterra, Inchiquin fu nominato insieme a suo figlio in un atto di intenti noto come The Great Act of Attainder, approvato dal Parlamento patriota per volere del re Giacomo II per punire i suoi oppositori politici. Mentre era a Londra, incontrò il nuovo monarca inglese, Guglielmo III, e gli offrì i suoi servizi. Nel settembre 1689 fu nominato dal re Governatore della Giamaica, arrivando sull'isola il 31 maggio 1690 accompagnato dalla moglie e dal figlio.

### Governatore della Giamaica
Una volta assunto l'incarico (arrivando a recepire uno stipendio annuo di 2.000 sterline), Inchiquin trascorse i successivi diciannove mesi come governatore "assediato da difficoltà, che faticava a superare". Ristabilì la neonata magistratura della Giamaica, che non funzionava dal 1688, oltre a sopprimere personalmente una ribellione di 500 africani ridotti in schiavitù in una piantagione nell'interno dell'isola. Nel 1691, la Giamaica inviava in Inghilterra spedizioni annuali di dollari spagnoli per un valore di 100.000 sterline, come notò Inchiquin in un rapporto che presentò al Board of Trade.
Preoccupato per un possibile attacco francese, chiese che le navi da guerra della Royal Navy fossero di stanza sull'isola per aumentare la guarnigione locale. Nel frattempo, formò anche una marina ad hoc composta da cinque sloop appena equipaggiati e una nave catturata per contrastare l'attività marittima francese dalla vicina colonia di Saint-Domingue. Durante il suo mandato come governatore, fu spesso in disaccordo con il consiglio del governatore giamaicano.
Mentre era in Giamaica, accumulò una fortuna personale di 15.000 sterline; i suoi contemporanei sostenevano che ciò fosse dovuto in parte al suo coinvolgimento nella redditizia tratta degli schiavi. Era anche un sostenitore della comunità ebraica, concedendo loro il privilegio di poter condurre il commercio nella colonia alle stesse condizioni dei mercanti non ebrei. Ciò è stato risentito da molti mercanti anglo-giamaicani, un gruppo dei quali ha presentato una petizione al Board of Trade di concerto con il consiglio del governatore giamaicano dopo la sua morte per ribaltare questa politica.

## Matrimoni

### Primo Matrimonio
Nel 1665 sposò Lady Margaret Boyle (?-24 dicembre 1683), figlia di Roger Boyle, I conte di Orrery. Ebbero quattro figli:
- William O'Brien, III conte di Inchiquin (1666-24 dicembre 1719)
- Lady Margaret O'Brien
- Henry O'Brien
- figlio nato morto

### Secondo Matrimonio
Nel 1684 sposò Elizabeth Brydges (25 marzo 1651-3 febbraio 1718), figlia di George Brydges, VI barone Chandos. Non ebbero figli.
Dopo la morte di suo padre nel 1674, O'Brien ottenne il titolo di nobiltà d'Irlanda come conte di Inchiquin e anche il controllo della tenuta di suo padre, che consisteva in 60.000 acri di terra a Munster e nel castello di Rostellan, in cui risiedeva dopo il ritorno da Tangeri. Nonostante la preziosa proprietà che aveva ereditato, O'Brien era spesso indebitato e tentò senza successo di organizzare un matrimonio tra il figlio William e la figlia di un mercante londinese.

## Morte
Nell'agosto 1691, sciolse la Camera dell'Assemblea giamaicana dopo una sessione di sei settimane, sostenendo che i suoi membri stavano tentando di "minare la sua autorità e privarlo delle entrate". Durante la sessione, la proposta di Inchiquin per una tassa fondiaria fu respinta e si rifiutò di sostenere una tassa sulla tratta degli schiavi che i membri dell'assemblea proponevano come alternativa. A questo punto, la sua salute stava peggiorando e chiese il permesso di tornare in Inghilterra. Morì il 16 gennaio 1692 a Spanish Town e il suo corpo fu sepolto nella chiesa parrocchiale.
Dopo la sua morte, fu sostituito da John White e John Bourden. Nonostante Inchiquin era stato la prima scelta di Guglielmo III per servire come governatore della Giamaica, lo storico americano Richard Slator Dunn notò che era profondamente impopolare tra la plantocrazia giamaicana. Tenendo conto di ciò, il re nominò William Beeston, un ricco proprietario terriero che spesso prestava servizio come agente coloniale a Londra (ed era stato uno dei principali lobbisti per gli interessi giamaicani in Inghilterra) come nuovo governatore della Giamaica.